# Социалдемократическа партия на Киргизстан
Социалдемократическата партия на Киргизстан (на киргизки: Кыргызстан социал-демократиялык партиясы) е голяма, лявоцентристка партия в Киргизстан.
Макар и партията да е основана през октомври 1993, тя не е регистрирана в съда преди 1994 година. Първи неин председател е Абдигани Еркебаев, сменен през 1999 от Алмазбек Атамбаев. Партията има значима роля в протестните движения през 2005 и 2006 година, и играе ключова роля по време на революцията през 2010. На изборите през 2010 СДПК получава 14,55% от гласовете, което ѝ отрежда 26 места във Върховния съвет, с две по-малко от Ата-журт. През 2015 година е първа с 28% от гласовете и 38 места в парламента.
Партията се отличава с това, че въпреки ляво ориентираната си платформа, повечето от членовете ѝ са предприемачи. Известни членове на СДПК са президентът Алмазбек Атамбаев, Роза Отунбаева (бивш), Асилбек Жеенбеков.
1. ↑  www.socialistinternational.org //   Посетен на 15 март 2019 г.